# Chilobrachys annandalei
Chilobrachys annandalei är en spindelart som beskrevs av Simon 1901. Chilobrachys annandalei ingår i släktet Chilobrachys och familjen fågelspindlar. Inga underarter finns listade i Catalogue of Life.